# 9K52 Łuna-M

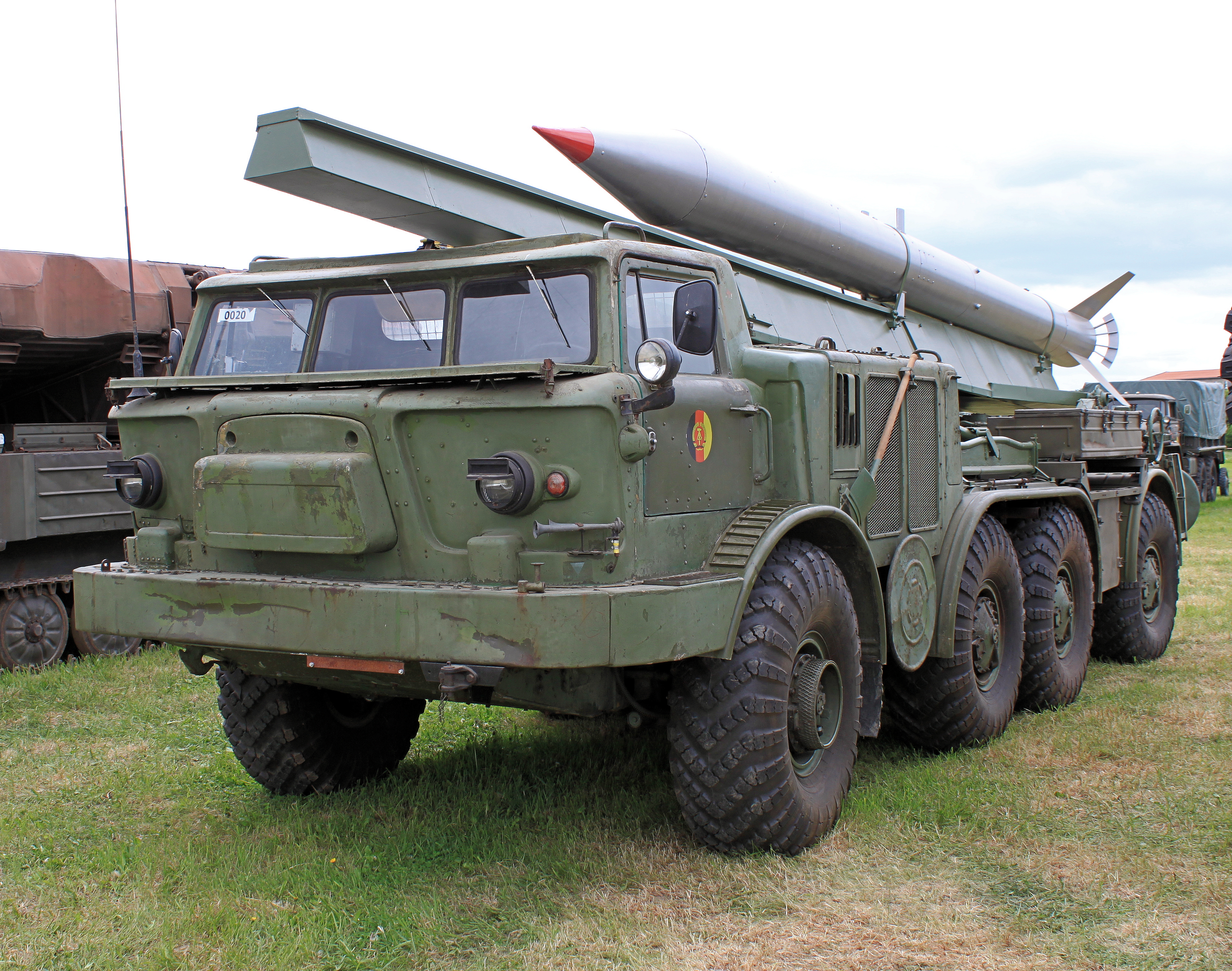
Zestaw Łuna-M

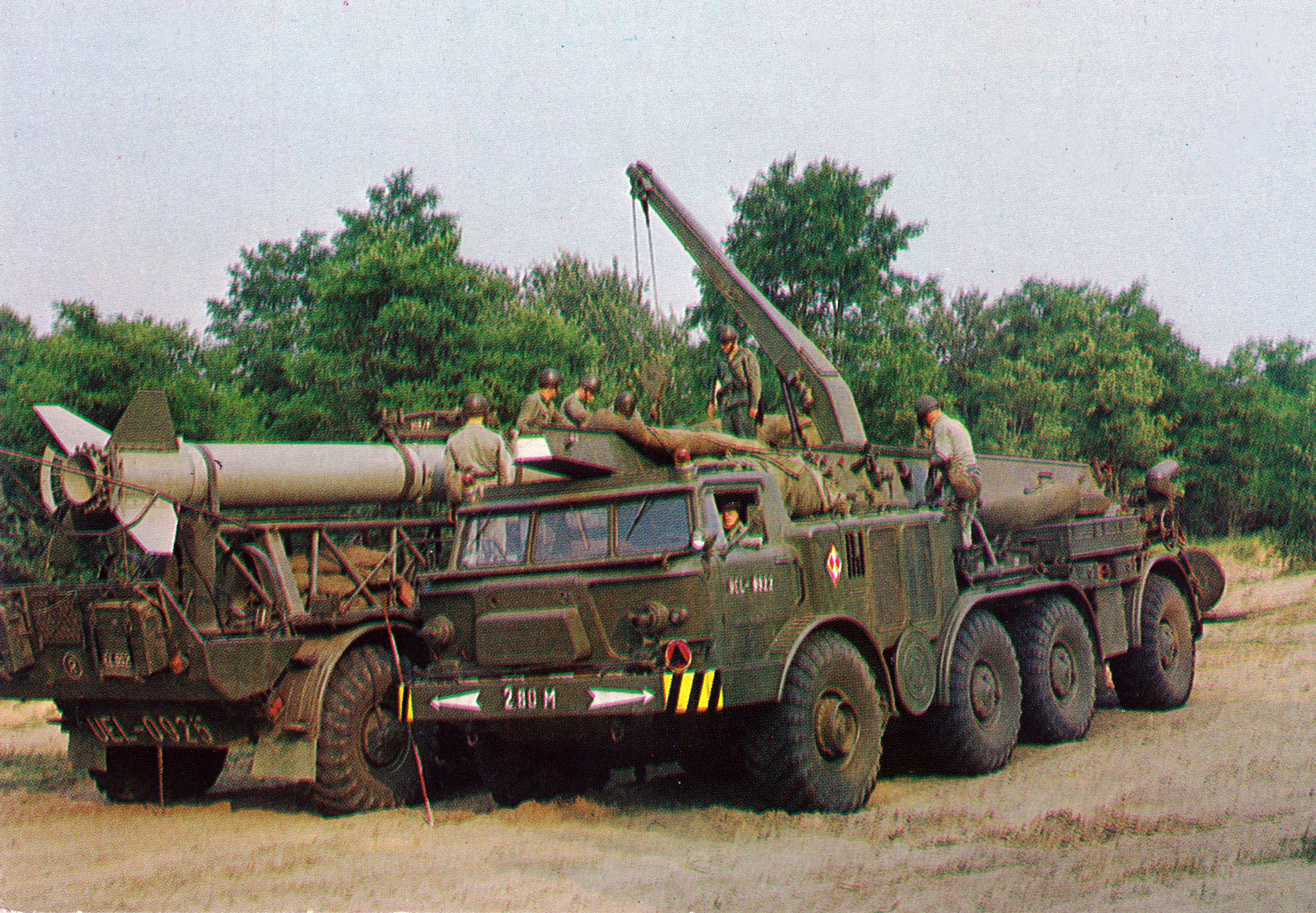
Zestaw taktyczny Łuna na stanowisku technicznym

9K52 Łuna-M – radziecki taktyczny zestaw rakietowy, którego głównym elementem była jednopociskowa, szynowa samobieżna kołowa wyrzutnia 9P113 oraz pocisk balistyczny 9M21 (oznaczenia według GRAU). W kodzie NATO system ten otrzymał oznaczenie FROG-7A (Free Rocket Over Ground). Była przeznaczona do niszczenia siły żywej, środków ogniowych, stanowisk dowodzenia, zgrupowań sprzętu technicznego na odległości od 12 do 68 km.

## Historia
Wyrzutnia 9P113 zastąpiła gąsienicową wyrzutnię 2P16 systemu 2K6 Łuna. Wadą wyrzutni 2P16 było występowanie nadmiernych drgań prowadnicy w czasie jazdy, szczególnie po drogach polnych i bezdrożach. Drgania te były szkodliwe dla wrażliwej głowicy jądrowej rakiety 3R10. Aby to wyeliminować, przeprowadzono szereg prób umieszczenia prowadnicy wraz z rakietą na podwoziu kołowym. Próbowano wykorzystać do tego celu podwozia samochodów KrAZ oraz ZiŁ 134 i 135. Przeprowadzone próby nie dały pomyślnych rezultatów. W tym czasie wojsko zgłosiło zapotrzebowanie na rakiety taktyczne o większym zasięgu. 16 marca 1961 r. Rada Ministrów ZSRR wydała rozporządzenie o rozpoczęciu prac projektowych nowego zestawu rakietowego. Zdobyte wcześniej doświadczenia pozwoliły na szybkie opracowanie nowego systemu rakiet na podwoziu samochodu ZiŁ-135LM. Wyrzutnia otrzymała symbol 9P113. Pierwszy start rakiety odbył się 27 grudnia 1961 r. na poligonie Kapustin Jar. W 1964 r. zestaw wchodzi do produkcji i na wyposażenie wojsk radzieckich. Wyrzutnia była produkowana w Wołgogradzie przez Zakład Barykady (Баррикады) na podwoziu samochodu ZIŁ-135LM, produkowanego przez Briańską Fabrykę Samochodów. Układ rakietowy 9M21 był produkowany w Czelabińsku w Zakładzie Produkcji Obrabiarek.

## Opis konstrukcji
Wyrzutnia była skonstruowana na ośmiokołowym podwoziu samochodu ZiŁ-135LM. Wszystkie osie samochodu były napędzane. Pierwsza i czwarta oś była skrętna. Wyrzutnia posiadała dwa silniki o mocy 180 KM każdy. Z przodu znajdowała się trzyosobowa kabina załogi. W kabinie były też zainstalowane pulpity służące do ustawiania i kontroli parametrów rakiet. Przed startem rakiety na przednie szyby kabiny w celu ich ochrony przed gazami prochowymi, nakładano osłony. Startu dokonywano wyłącznie przy wykorzystaniu pulpitu wynośnego. Na podwoziu zamontowany był zespół artyleryjski składający się z prowadnicy osadzonej na obrotowym łożu. Prowadnica mogła być podnoszona w płaszczyźnie pionowej od +15 do +65 stopni. Podnoszenie odbywało się za pomocą układu hydraulicznego - napędzanego elektrycznie lub ręcznie. W podwoziu pod prowadnicą był zamontowany odciążacz wspomagający pracę układu hydraulicznego w pierwszej fazie podnoszenia. W płaszczyźnie poziomej prowadnica była obracana ręcznie w zakresie +/- 7 stopni. Z prawej strony był umieszczony dźwig hydrauliczny służący do przeładunku rakiet z samochodu transportowego na wyrzutnię. Dźwig ten służył też do montażu i demontażu głowic bojowych na podstawkach na ziemi. Pomiędzy dźwigiem a kabiną był umieszczony bęben z elektrycznym kablem wielożyłowym, który służył do podłączenia pulpitu wynośnego. W lewej tylnej części wyrzutni znajdowało się stanowisko celowniczego wraz z przyrządami celowniczymi. Na stanowisku ogniowym wyrzutnia opierała się na czterech podnośnikach. Dwa z nich były z tyłu podwozia, a dwa pomiędzy pierwszą a drugą osią pojazdu. Podnośniki zapewniały stabilizację i wypoziomowanie wyrzutni. W wyrzutni był zamontowany dodatkowy agregat prądotwórczy, który służył do zasilania ogrzewania głowicy jądrowej w czasie postoju. Resurs wyrzutni był obliczony na start co najmniej 200 rakiet.

### Dane techniczne wyrzutni 9P113
- długość - 10690 mm
- szerokość - 2800 mm
- wysokość z rakietą - 3350 mm
- wysokość bez rakiety - 2860 mm
- rozstaw kół - 2300 mm
- prześwit podwozia - ok. 500 mm
- masa bez rakiety - 14890 kg

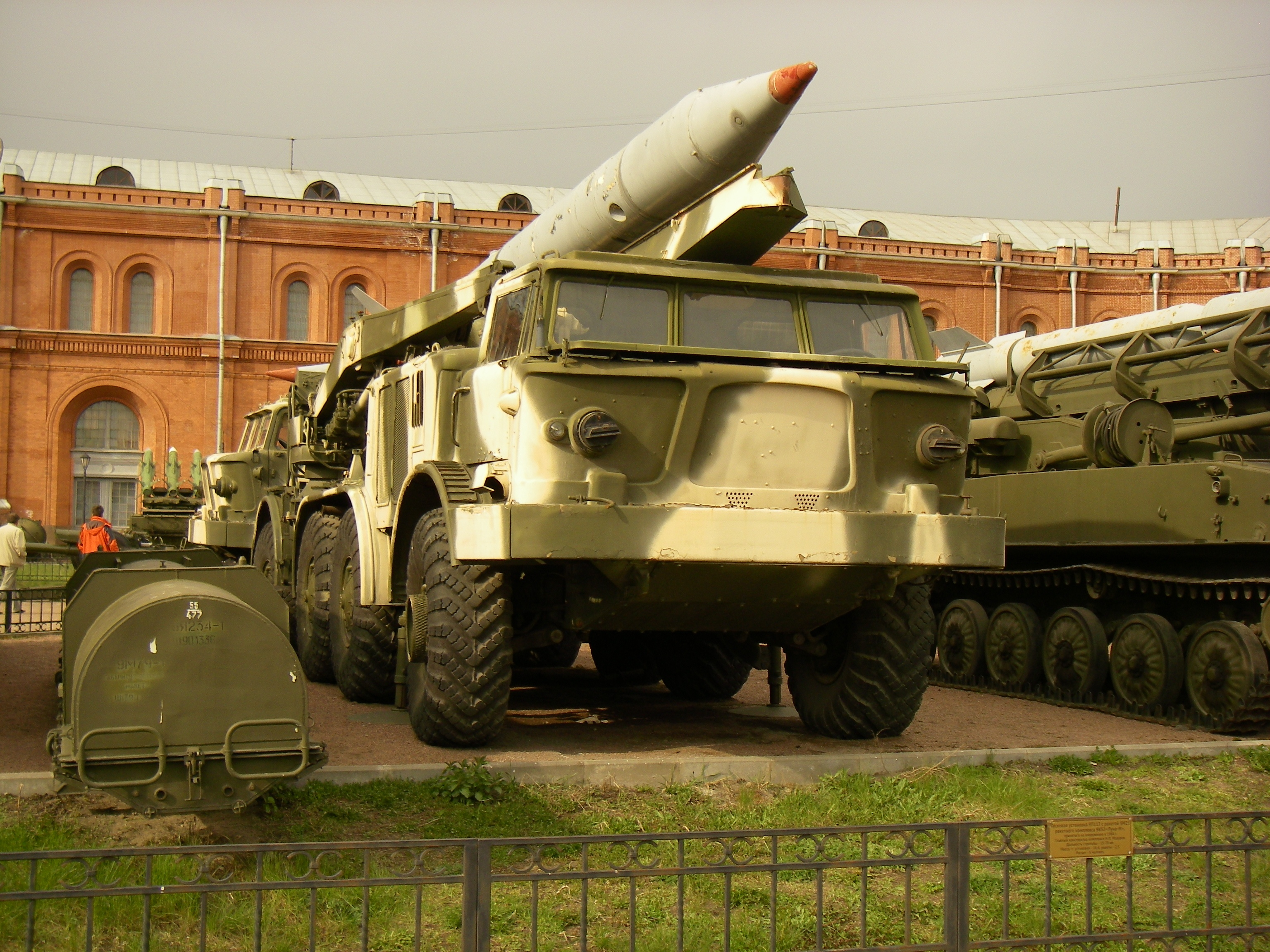
Wyrzutnia 9P113

- zasięg jazdy po szosie bez tankowania - 650 km
- maksymalna prędkość po szosie - 60 km/h
- maksymalna prędkość po polnej drodze - 40 km/h
- maksymalna prędkość po bezdrożach - 20 km/h
- zdolność pokonywania wzniesień - do 30 stopni
- dopuszczalne pochylenie boczne - 20 stopni
- głębokość przeprawy wodnej - 1,2 m

- promień skrętu - 12,5 m

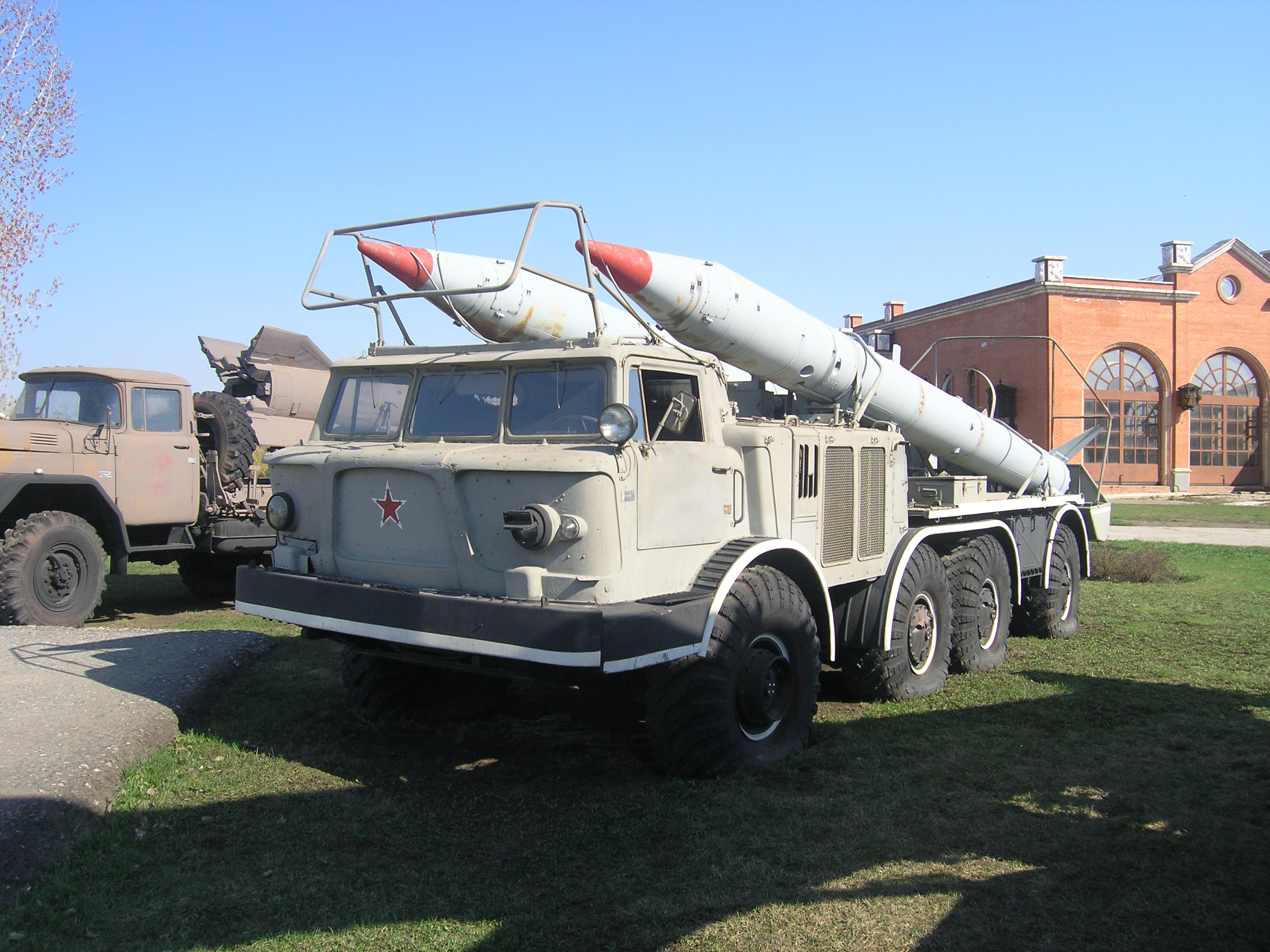
Samochód transportowy 9T29 do przewozu rakiet 9M21

- obsługa - 5 osób (dowódca wyrzutni, mechanik-elektryk, celowniczy, operator dźwigu i kierowca-mechanik)
- czas przygotowania rakiety do startu z położenia:
  - marszowego - 10 min
  - bojowego - 7 min

W skład zestawu 9K52 wchodziły ponadto:
- samochód transportowy 9T29,
- żuraw samochodowy ŻSH-6M,
- radiolokacyjna stacja sondowania wiatru RWZ-1,
- karabin-wiatromierz WR-2,
- autotopograf GAZ-69TMG, GAZ-69-TMG2, UAZ-452T, UAZ-452T2.

## Rakieta 9M21
Rakieta 9M21 jest jednostopniowym, balistycznym, pociskiem na paliwo stałe. Składała się z głowicy i kadłuba zawierającego 3 silniki prochowe. W tylnej części rakiety znajdował się silnik startowy z 16 dyszami. W przedniej części kadłuba, był umieszczony silnik obrotu z 4 dyszami, ustawionymi poprzecznie do osi rakiety, nadający prędkość obrotową w pierwszej fazie lotu. Pozostałą część kadłuba zajmował silnik marszowy z dyszą centralną. Rakieta była stabilizowana w locie 4 statecznikami. Przy strzelaniu w zakresie od 15 do 29 km stosowano tarcze hamulcowe montowane w tylnej części rakiety. W zależności od zastosowanej głowicy wyróżniano typy rakiet.
9M21F z głowicą kumulacyjno–burzącą 9N18F / 9N18F2 zawierającą 200 kg materiału wybuchowego oraz rakieta 9M21F2 – z głowicą odłamkowo-burzącą 9N18OF o wysokim stopniu fragmentacji. Podczas wybuchu powstało około 15 000 odłamków które pokrywały obszar 5000-10000 m². Wraz z wybuchem powstał krater o średnicy 12 m i głębokości 3,5 m. Głowica kumulacyjna była przeznaczona do niszczenia fortyfikacji betonowych.
9M21B z głowicą jądrowa 9N32 z ładunkiem AA-22 o mocy od 3 do 20 kT.
9M21B1 głowica jądrowa 9N38 / 9N38M z ładunkiem АА-38, o mocy do 100 kT. 
9M21B1 z głowicą jądrową 9N32М z ładunkiem АА-52 o mocy od 3 do 20 kT.
Przy użyciu tych rakiet można było wywołać naziemny lub powietrzny wybuch jądrowy. Służyły do tego zapalniki zbliżeniowe, czujniki i radiowysokościomierze zainstalowane w głowicy. Głowice były wrażliwe na wahania temperatury. Dlatego były przechowywane i przewożone w specjalnych samochodach-magazynach. Po połączeniu z układem rakietowym na głowice nakładano pokrowiec grzewczy zdejmowany tuż przed startem. Wymagana temperatura głowicy wynosiła 20–30 stopni °C.
9M21K z głowicą kasetową 9N18K zawierającą 42 podpociski o wadze 7,5 kg (waga materiałów wybuchowych – 1,7 kg). Wybuch jednego elementu miał dawać ponad 600 odłamków o wadze 1–4 g. Odłamki pokrywały obszar 5–5,5 ha. Mogły zniszczyć lekko opancerzone pojazdy na powierzchni 3,5–4 ha. Rozcalenie głowicy następowało na wysokości 1000–1400 m.
9M21A / 9M21D z głowicą agitacyjną 9N18A / 9N18D. Głowica mogła być wypełniona ulotkami gazetami itp. materiałem propagandowym. Eksplodowała nad celem przy użyciu zapalnika radiolokacyjnego.
9M21G rakieta z głowicą chemiczną 9N18G. 
9M21E szkolna
9M21E3 i 9M21E4 szkolne ze głowicami szkolnymi 9N32E

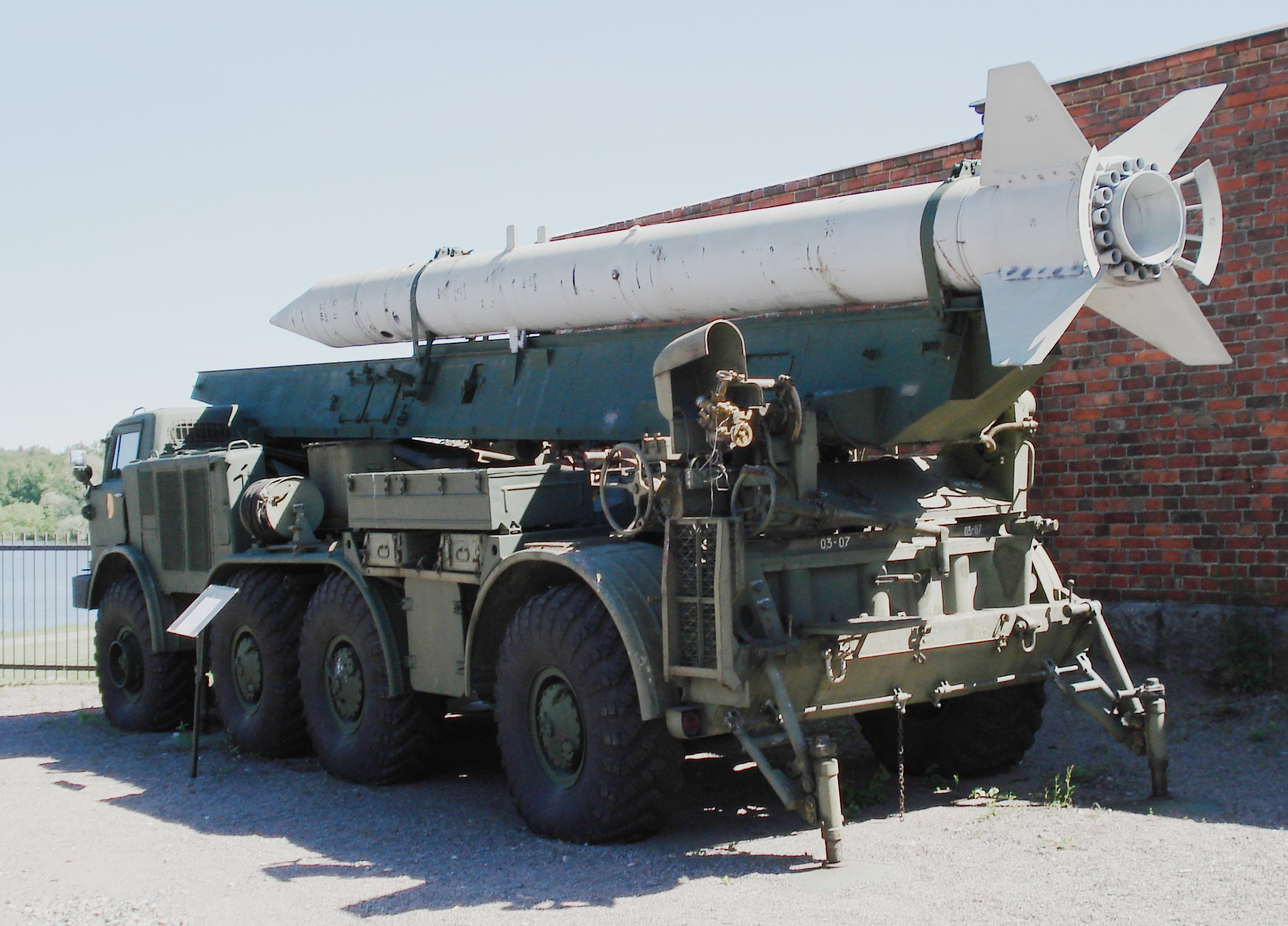
Wyrzutnia 9P113 z rakietą 9M21. Widoczna dysza centralna, wokół 16 dysz silnika startowego oraz tarcze hamulcowe.

### Dane techniczne rakiet
- długość:
- 8960 mm - rakiety 9M21B, 9M21F, 9M21E
- 9400 mm - rakiety 9M21B1 i 9M21E1
- kaliber - 544 mm
- rozpiętość stateczników - 1700 mm
- masa: 
  - 2432-2450 kg (9M21B, 9M21F, 9M21E)
  - 2486 kg (9M21B1, 9M21E1)
- masa głowicy - 420-457 kg (zależnie od wersji)
- masa ładunku prochowego - 1080 kg
- zasięg - 12-68 km
- prędkość - około 1200 m / s
- gwarantowany okres przechowywania rakiet - 17 lat

## Wersje
9P114 system 9K53 Łuna-MB z rakietami 9M21B, 9M21F. Projektowanie rozpoczęto w 1961 w oparciu o lekkie dwuosiowe podwozie z silnikiem samochodu Moskwicz, na którym zamontowano prowadnicę. Wyrzutnia miała być przystosowana do przewozu śmigłowcem Mi-6 w pobliże pola walki. Użycie bojowe w pobliżu frontu miało pozwolić na rażenie celów przeciwnika na dalekim zapleczu. W 1965 zestaw przekazano do próbnej eksploatacji. 
9P133M Łuna-3. W 1966 w Moskiewskim Instytucie Techniki Cieplnej podjęto prace nad modernizacją rakiet.9M21. Ich celem było poprawienie celności, która przy niszczeniu dobrze umocnionych stanowisk dowodzenia na dużych odległościach nawet przy użyciu głowic jądrowych okazała się niewystarczająca. Nowe rakiety 9M21 miały otrzymać prosty system korekcji lotu oraz nowe głowice. Próby przeprowadzone w latach 1968–1969 dały wynik negatywny. Zaniechano prowadzenia dalszych badań z uwagi na obiecujące próby z nowym zestawem 9K79 OTR-21 Toczka. W wyniku przeprowadzonych prac wprowadzono do uzbrojenia nowe typy głowic: kasetową 9N18K oraz głowicę jądrową o mniejszej mocy. W 1967 r. w Zakładzie Barykady opracowano zmodernizowaną wyrzutnię 9P133M, przystosowaną do wystrzeliwania nowych rakiet. Zestaw otrzymał oznaczenie Luna-3.
9K52TS odmiana wyrzutni przystosowana do działań bojowych w warunkach tropikalnych. Weszła do produkcji w 1968 r. Była przystosowana tylko do strzelania rakietami z głowicami burzącymi.

## Służba
Wyrzutnie 9P133 były na uzbrojeniu wszystkich państw Układu Warszawskiego. Były eksportowane też do Algierii, Afganistanu, Egiptu, Iraku, Jemenu, Korei Północnej, Kuby Libii, Serbii, Syrii. Były używane w wojnach Izraelsko-Arabskich, Afganistanie i Iraku. W czasie operacji Pustynna Burza wojska USA zdobyły kilka wyrzutni wraz z rakietami.
Zestaw 9K52 z wyrzutnią 9P113 wszedł na uzbrojenie Wojska Polskiego w 1966. Ogółem Polska zakupiła 49 wyrzutni, które były na uzbrojeniu dywizjonów artylerii w dywizjach pancernych i zmechanizowanych. Dywizjony składały się typowo z trzech baterii (jedna wyrzutnia w każdej), a od 1976 niektóre dywizjony były czterobateryjne, niektóre miały też starszą organizację dwubateryjną. W niektórych państwach wyrzutnie pozostają w służbie. W Polsce wycofane z eksploatacji w 2001 roku.